# Hatford
Hatford – wieś w Anglii, w hrabstwie Oxfordshire, w dystrykcie Vale of White Horse. Leży 21 km na południowy zachód od Oksfordu i 98 km na zachód od Londynu. W 2001 miejscowość liczyła 98 mieszkańców.